# Eraldo Gueiros Leite

Governador Eraldo Gueiros, Luiz Cristóvão dos Santos, José Paes de Andrade e Enio Guerra

Eraldo Gueiros Leite (Canhotinho, 18 de janeiro de 1912 — Recife, 5 de março de 1983) foi magistrado e político brasileiro.

## Biografia
Filho do fazendeiro José Ferreira Leite e de Amélia Gueiros Leite, fez o curso primário na sua cidade natal, e o secundário no Ginásio Pernambucano. Em 1935 formou-se em Direito, tornando-se, em seguida, consultor jurídico do executor do estado de sítio em Pernambuco, o general Aurélio de Souza Ferreira.
Dedicou-se à advocacia e ao exercício do cargo na procuradoria da Justiça Militar. Foi advogado da Pernambuco Tramways, empresa prestadora de serviços de luz e força no Recife, palco de inúmeras greves operárias.
Foi integrante do Superior Tribunal Militar após concurso, no governo do general Eurico Gaspar Dutra em 1957. Após a instauração do regime de exceção no Brasil, transferiu-se para o Rio de Janeiro em setembro de 1964, para assumir a Procuradoria Geral da Justiça Militar, durante o governo de Humberto de Alencar Castelo Branco. Em março de 1969, foi empossado como ministro do Superior Tribunal Militar, no governo Costa e Silva.
Através de eleições indiretas, tomou posse em março de 1971 na condição de governador biônico do Estado de Pernambuco.